# Kreinik
Kreinik (arabe : كرينك) ou Al Kuraynik ou Kereneik, est une ville située dans l'État du Darfour-Occidental, au Soudan, à 80 km à l'est de Al-Genaïna.

## Histoire
Kreinik est le théâtre de conflits intercommunautaires lors de la guerre du Darfour, avec des affrontements entre les nomades arabes et la tribu masalit, et des massacres commis contre le peuple masalit. Le conflit entraîne des pertes civiles et des déplacements de population,.
Pendant la guerre du Darfour, Kreinik sert de camp de réfugiés aux civils masalits qui fuient les massacres perpétrés par les milices arabes janjaweed. En 2012, des milices armées s'emparent des fermes de la ville. À la suite des affrontements au Darfour en 2021, de nombreux réfugiés de Kreinik fuient et s'installent à Foro Baranga.
En décembre 2021, des dizaines de personnes sont tuées lors d’affrontements tribaux. Le 24 avril 2022, un millier de militants assassinent plus de 200 personnes lors du massacre de Kreinik, tandis que la ville, y compris l'hôpital de la ville, sont incendiés. Une équipe de Médecins sans frontières revient à Kreinik en décembre 2022 pour reconstruire l'hôpital détruit,.
Pendant la guerre de 2023 au Soudan entre les Forces de soutien rapide (FSR) et les Forces armées soudanaises (FAS), la ville est sous le contrôle des FSR, tout comme la majeure partie du Darfour-Occidental. En novembre 2023, les Forces de soutien rapide de Kreinik interdisent aux civils de passer au Tchad, invoquant le rétablissement de la sécurité régionale. Les contrevenants s’exposent à de lourdes amendes. Cela fait suite à des violences généralisées contre les civils, avec des accusations contre les FSR d'alimenter la violence et de commettre des crimes de guerre au Darfour occidental. Les FSR et les milices arabes alliées imposent des sanctions exorbitantes à ceux qui transportent des civils vers le Tchad. La zone est isolée depuis 2023, la principale route d'approvisionnement étant fermée par les forces armées soudanaises. Cela rend difficile l’acheminement de l’aide humanitaire dans la région. Malgré les défis, les agences humanitaires s'efforcent de fournir une aide, notamment de la nourriture, des abris et une assistance médicale.

## Démographie
Kreinik est habitée principalement par les Masalits, le plus grand groupe ethnique du Darfour-Occidental. Dans les années 2000 et 2010, la ville accueille de nombreuses communautés masalits noires déplacées.